# Lasioglossum mirifrons
Lasioglossum mirifrons là một loài Hymenoptera trong họ Halictidae. Loài này được Cockerell mô tả khoa học năm 1939.